# Wyszmontów
Wyszmontów – wieś w Polsce położona w województwie świętokrzyskim, w powiecie opatowskim, w gminie Ożarów.
| SIMC    | Nazwa       | Rodzaj    |
| ------- | ----------- | --------- |
| 0802975 | Gorzelnia   | część wsi |
| 0802981 | Stanisławów | część wsi |

Prywatna wieś szlachecka Wyszmuntów położona była w drugiej połowie XVI wieku w powiecie sandomierskim województwa sandomierskiego. W latach 1975–1998 miejscowość administracyjnie należała do województwa tarnobrzeskiego.
W Wyszmontowie znajduje się skrzyżowanie dróg krajowych 74 (Kielce – Kraśnik) i 79 (Warszawa – Sandomierz), a także wylot ukończonej w 2006 r. obwodnicy Ożarowa, krzyżującej się z drogami Sandomierz–Warszawa oraz Kielce–Kraśnik.
We wsi znajduje się, wpisany do rejestru zabytków nieruchomych, park dworski (nr rej.: A.560 z 4.12.1957, z 13.12.1957 i z 27.05.1986).